# 국도 제2호선 (일본)
일본 2번 국도(일본어: 国道2号→국도 2호)는 오사카부 오사카시 기타구와 후쿠오카현 기타큐슈시 모지구를 잇는 일반 국도이다. 이 경로는 예전부터 산요도라고 불리던 가도의 경로와 거의 일치한다. 혼슈와 규슈간은 간몬 터널로 통행한다. 그리고 아시안 하이웨이 1호선()의 일부 구간으로 운영되는 것으로 보인다. 종점부인 규슈 최북단에서는 국도 제3호선과도 바로 연결된다. 또한 기타큐슈 일대를 종점으로 삼게 되어 있는 간몬 국도 터널도 이 도로의 끝자락에 있다.

## 노선 정보
- 기점: 오사카부 오사카시 기타구 우메다 1초메 (우메다신미치 교차로)
- 종점: 후쿠오카현 기타큐슈시 모지구 오이마쓰초 (오이마쓰코엔마에 교차로)
- 총 연장: 675.0 km
- 현도: 598.5 km
- 구도: 44.5 km
- 신도: 32.0 km

## 주요 경유지
- 오사카부

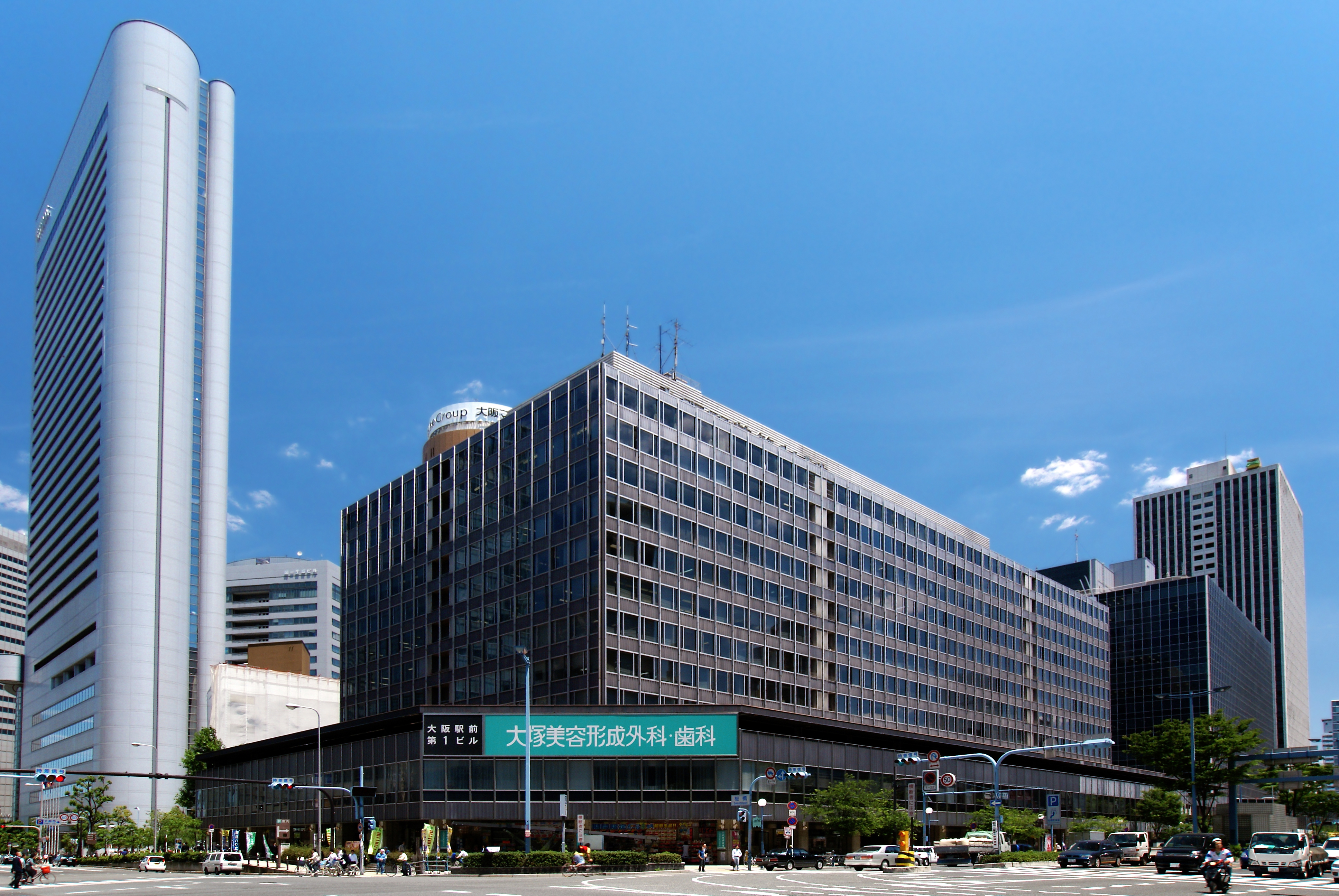
요쓰바지스지와 만나는 사쿠라바시 교차로

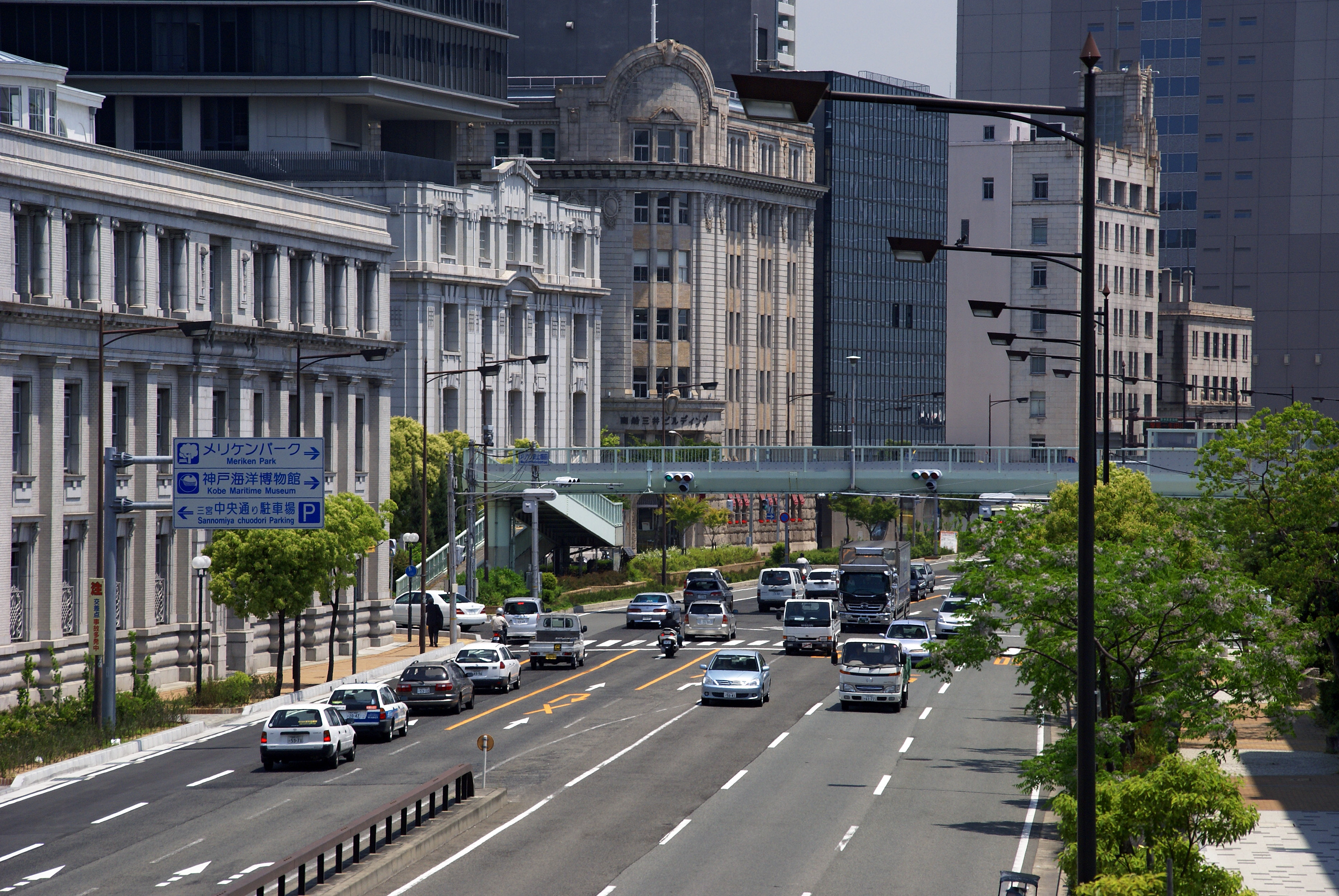
효고현 고베시 주오구의 가이간도리

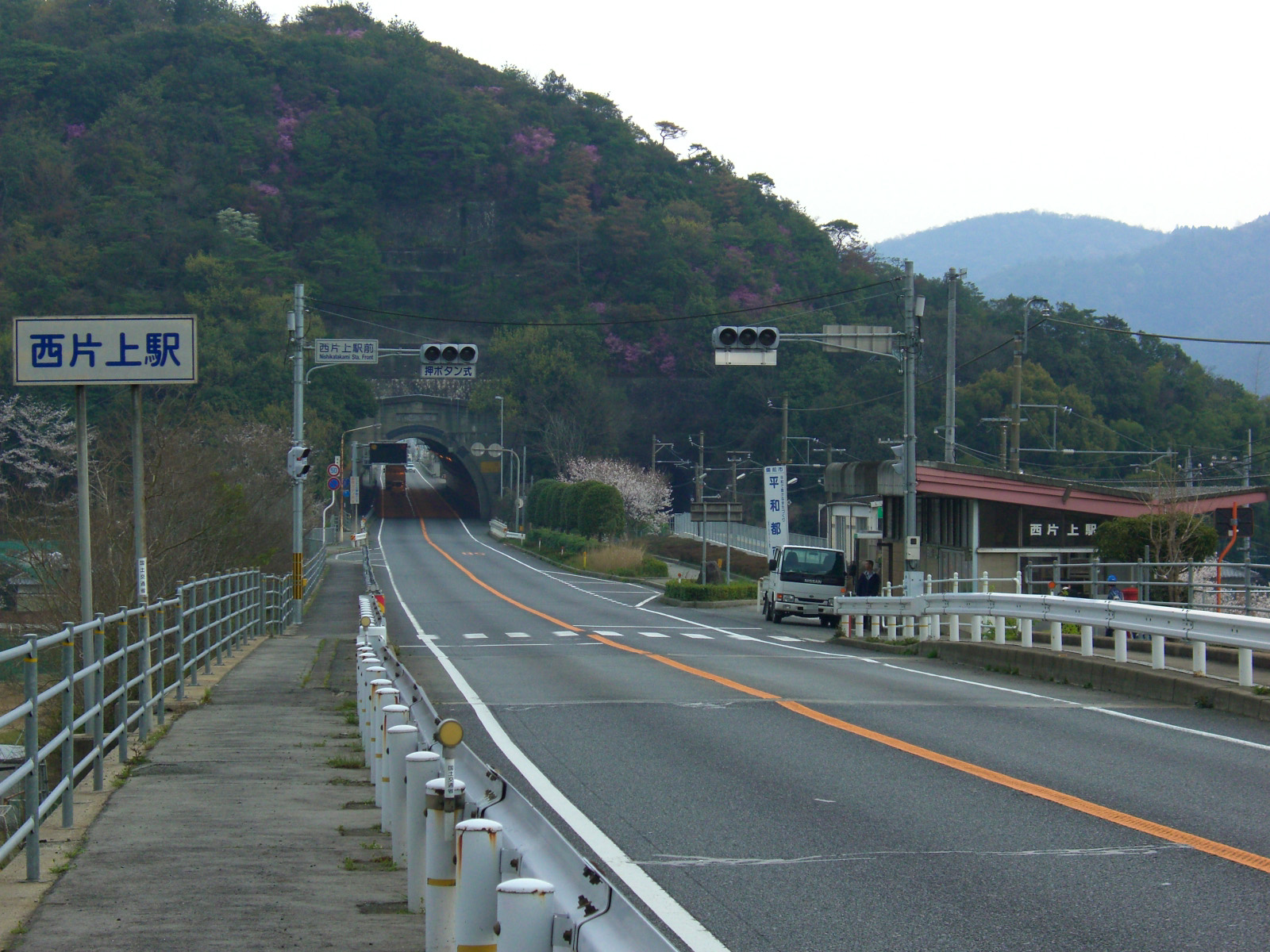
오카야마현 비젠시 니시카타카미역 주변

  - 오사카시 기타구 - 오사카 시 후쿠시마구 - 오사카 시 니시요도가와구
- 효고현
  - 아마가사키시 - 니시노미야시 - 아시야시 - 고베시 히가시나다구 - 고베시 나다구 - 고베시 주오구 - 고베시 효고구 - 고베시 나가타구 - 고베시 스마구 - 고베시 다루미구 - 아카시시 - 가코가와시 - 다카사고시 - 히메지시 - 이보군 다이시정 - 다쓰노시 - 아이오이시 - 아코시 - 아코군 가미고리정
- 오카야마현
  - 비젠시 - 세토우치시 - 오카야마시 히가시구 - 오카야마시 나카구 - 오카야마시 미나미구 - 쓰쿠보군 하야시마정 - 구라시키시 - 아사쿠치시 - 아사쿠치군 사토쇼정 - 가사오카시
- 히로시마현
  - 후쿠야마시 - 오노미치시 - 미하라시 - 다케하라시 - 히가시히로시마시 - 히로시마시 아키구 - 아키군 가이타정 - 히로시마시 아키구 (2차 진입) - 히로시마시 미나미구 - 히로시마시 니시구 - 히로시마시 사에키구 - 하쓰카이치시 - 오타케시
- 야마구치현
  - 구가군 와키정 - 이와쿠니시 - 슈난시 - 구다마쓰시 - 슈난시 - 호후시 - 야마구치시 - 우베시 - 산요오노다시 - 시모노세키시
- 후쿠오카현
  - 기타큐슈시 모지구